# Pandapantsermeerval
De pandapantsermeerval (Corydoras panda) is een vis uit de familie van de pantsermeervallen. Net als alle pantsermeervallen heeft ook deze soort baarddraden. Hij wordt tot 5 cm lang en leeft het best in temperaturen van 22-28°C. De vis wil, net als alle andere leden uit de Corydoras-familie, met zijn kop in zand kunnen woelen. Een aquariumbodem dient daarom deels of in zijn geheel met enkele centimeters aquariumzand bedekt te zijn. Als het materiaal op de bodem te grof is kunnen er baarddraden afbreken.
1. ↑  (en) Pandapantsermeerval op de IUCN Red List of Threatened Species.